# Castiarina septemspilota
Castiarina septemspilota es una especie de escarabajo del género Castiarina, familia Buprestidae. Fue descrita científicamente por Carter en 1913.